# Anders Nordström (instrumentbyggare)
Anders Nordström, född 1777 i Ingå, död 15 december 1819 i Stockholm, var en finsk/svensk instrumentmakare i Stockholm verksam 1812–1819. Nordström blev mästare i snickarämbetet 16 oktober 1813. Hans änka fortsatte driva verksamheten fram till 1822.

## Biografi
Nordström gifte sig 8 november 1816 med Maria Erika Tammelin (född 1798). De fick tillsammans barnet Anders Magnus (född 1818).
Anders Nordström avled 15 december 1819 i Johannes församling, Stockholm.